# Palazzo Marino (Mailand)

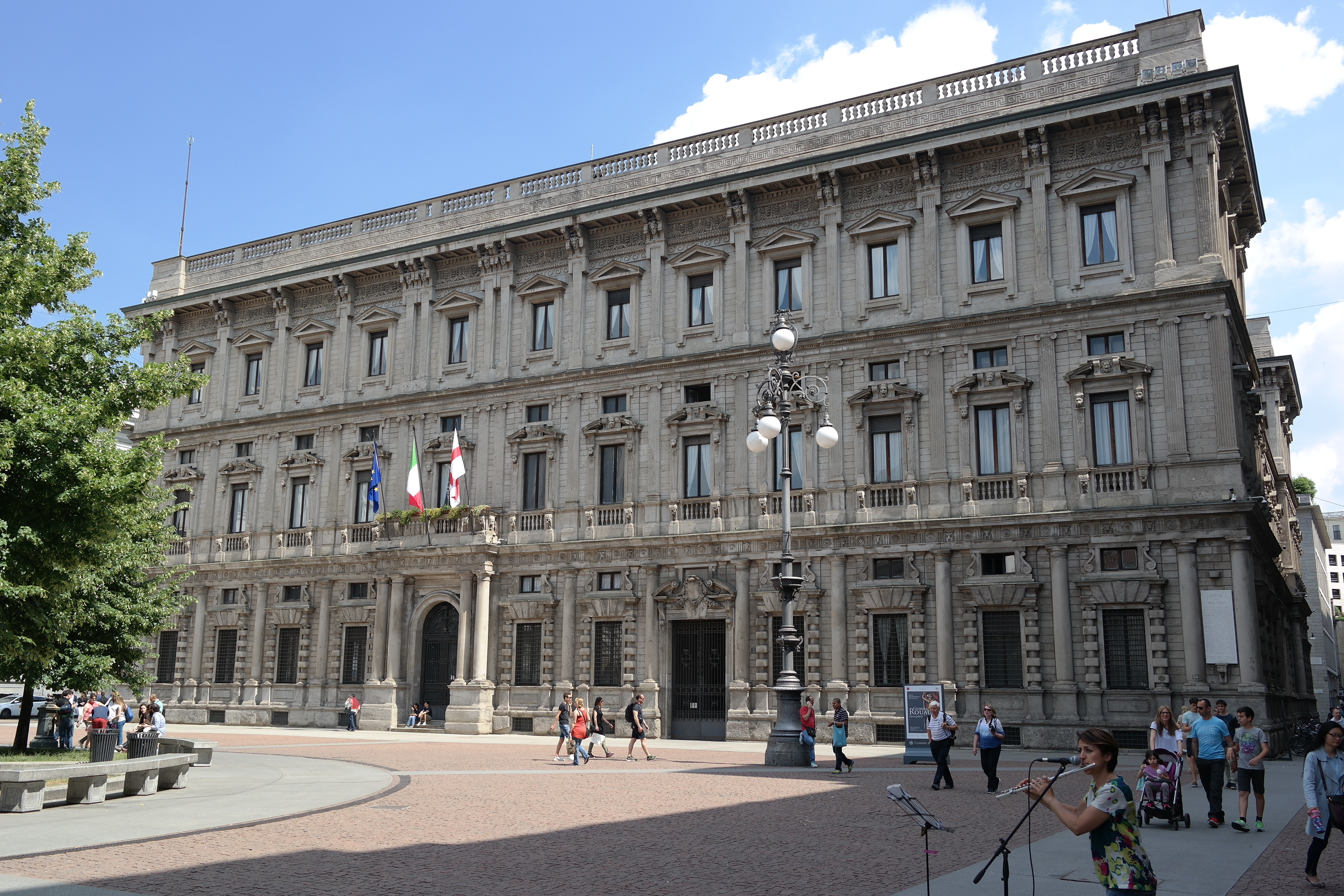
Palazzo Marino von der Piazza della Scala aus gesehen

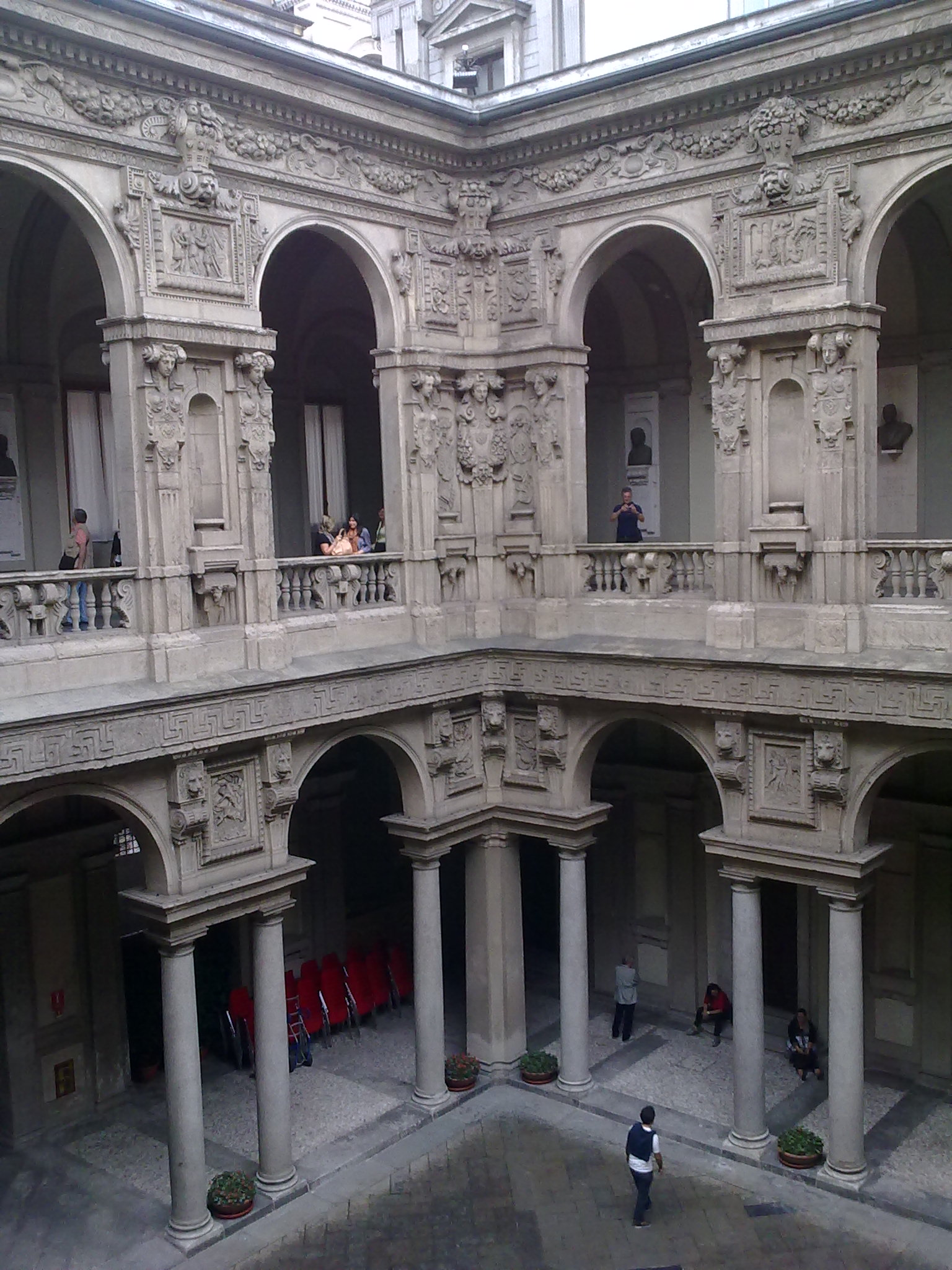
Innenhof, um 1570

Der Palazzo Marino dient heute als Rathaus von Mailand und Repräsentationsbau der Stadtverwaltung. Errichtet in der Spätrenaissance für den Bankier Tommaso Marino, gilt er heute mit seinen zu den Plätzen Piazza della Scala und Piazza San Fedele orientierten Hauptfassaden und dem aufwendig gestalteten Innenhof als bedeutendster Privatpalast Mailands.

## Geschichte
Tommaso Marino (1475–1572), ein aus Genua stammender Kaufmann und führender Finanzier Kaiser Karls V. und des Heiligen Stuhls, ließ ab 1558 den anspruchsvoll dimensionierten (62 × 54 m) Stadtpalast von Galeazzo Alessi errichten. Der in Rom geschulte und deutlich von Michelangelo geprägte Alessi pflegte eine üppige, dekorativ angereicherte Bauweise am Übergang zwischen Renaissance und Barock. Marino hatte sich mit diesem Bau und seinen Geschäften wirtschaftlich übernommen, sodass nach seinem Tod das Gebäude zur Begleichung seiner Schulden vom Habsburgerstaat übernommen wurde. 1682 wurde die große doppelläufige Treppe eingebaut, und Luca Beltrami vollendete erst 1890 nach dem Vorbild der Südostansicht Alessis die zur Scala hin orientierte Fassade.

## Baugestalt
Der Vierflügelbau schließt sich um zwei Innenhöfe. Das Formenrepertoire entspricht der römischen Architekturtradition. Breite Friese trennen die drei Geschosse der Hauptfassaden. Die rechteckigen Erdgeschossfenster sind von manieristisch geformten Halbsäulen flankiert. Am Hauptgeschoss (piano nobile) darüber wechseln sich Sprenggiebel in Segment- und Dreiecksform miteinander ab. Im kaum niedrigeren zweiten Obergeschoss wird der dekorative Reichtum etwas zurückgenommen, ein weit ausladendes Gesims trägt die Balustrade auf der Attika.
Der Haupteingang an der Südwestseite zur Via Tommaso Marino hin führt in den Hof. Auf vier Seiten umgibt ihn ein zweigeschossiger Umgang. Die Kolonnade im Erdgeschoss wird von dorischen Säulenpaaren gestützt. An der Loggia darüber setzen weibliche Hermenpilaster die Stützfunktion fort, ihre ionischen Kapitelle sind zu Haarvoluten mutiert. Noch reicher als an der Fassade reichert der römisch geschulte Alessi hier mit Relieffeldern, Löwenkonsolen, Mäanderbändern, Balustraden, Figurennischen, Maskarons und Blütengirlanden den klassisch-strengen Aufriss durch bizarre Details an, wohl um der lombardischen Schmuckfreude der Mailänder entgegenzukommen.
Der hohe Saal im Erdgeschoss wurde um 1570 mit manieristischen Stuckdekorationen und allegorischen Gemälden ausgestattet.